# Bianlin
Bianlin (kinesiska: 边临镇, 边临) är en köping i Kina. Den ligger i provinsen Shandong, i den östra delen av landet, omkring 96 kilometer nordväst om provinshuvudstaden Jinan. Antalet invånare är 26 475. Befolkningen består av 13 178 kvinnor och 13 297 män. Barn under 15 år utgör 16,0 %, vuxna 15-64 år 74 %, och äldre över 65 år 9,0 %.
Genomsnittlig årsnederbörd är 770 millimeter. Den regnigaste månaden är juli, med i genomsnitt 304 mm nederbörd, och den torraste är januari, med 5 mm nederbörd.